# Мхитарян, Аслан Камоевич
Аслан Камоевич Мхитарян (арм. Ասլան Մխիթարյան, 17 декабря 1947, Ереван) — бывший главный архитектор Еревана в 1993—1996 годах. Заслуженный архитектор Республики Армения (2011).

## Биография
- 1971 — окончил Ереванский политехнический институт. Архитектор.
- С 1977 — член союза архитекторов Армении.
- 1993—1996 — главный архитектор Еревана.

## Основные работы
Индивидуальные жилые дома в Ара, Вохчабердзе, Цахкадзоре.
Индивидуальные жилые дома по ул.Аветисяна, Арами, Прошяна и в районе Норк г. Еревана.
Жилые дома по ул. Кохбаци и Манукяна г. Еревана.
Мемориальный комплекс «Армения» (Каскад) в Ереване.
Генплан и пантеона защитников Арцаха в Ераблуре.
Часовня и памятник защитникам Арцвашена в Ераблуре.
Памятник фидаинам в Ереване.
Памятник воинам-армянам, павшим в ВОВ, в Керчи.
Памятник воинам-политехниковцам, павшим в ВОВ в Ереване.
Памятник жертвам авиакатастрофы иранского самолёта в Арцахе.